# Herbert Denham Brotheridge

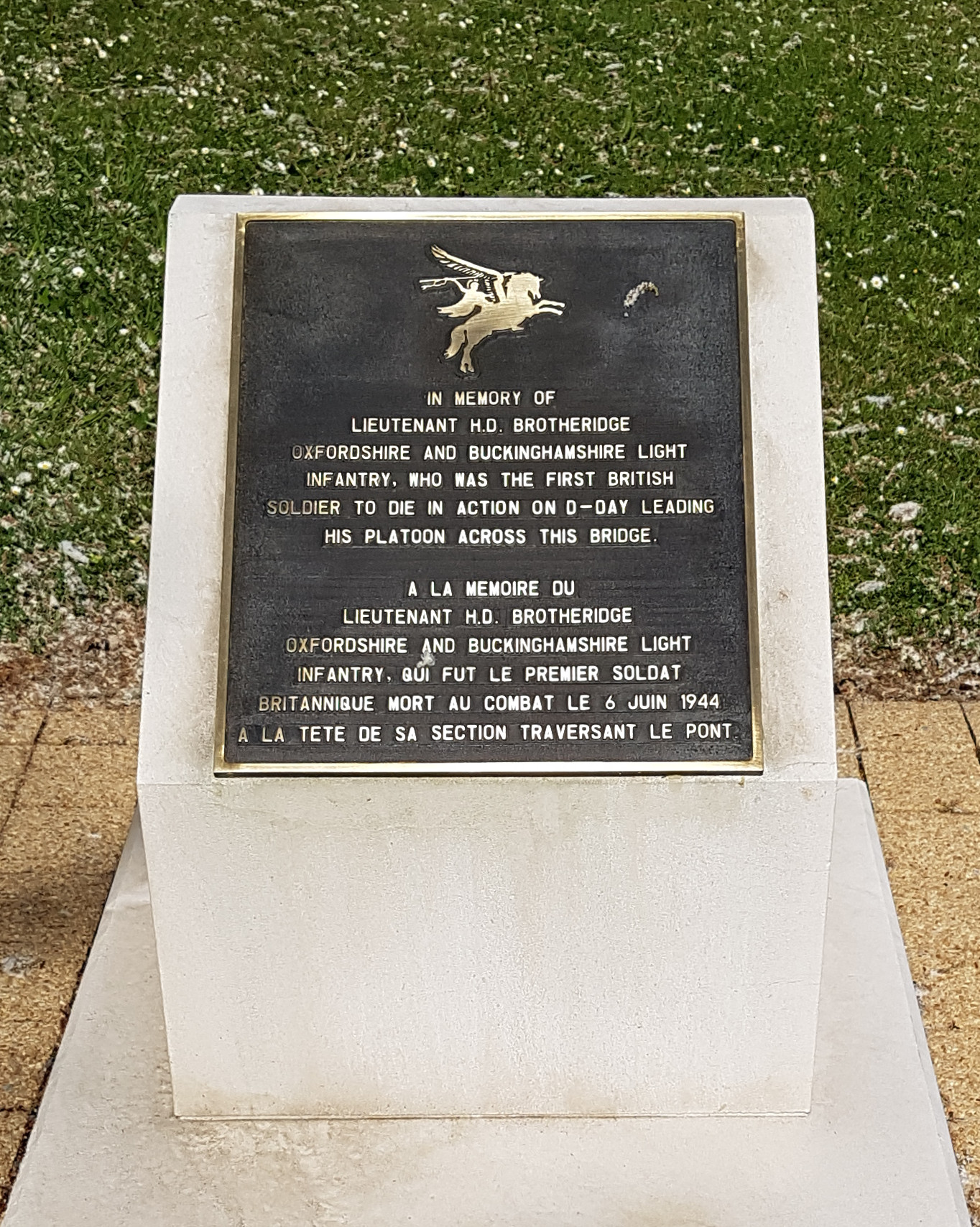
Stèle à la mémoire du Lieutenant Brotheridge au Mémorial Pegasus

Le lieutenant Herbert Denham Brotheridge dit Den Brotheridge, né le 8 décembre 1915 à Smethwick, Royaume-Uni et mort le 6 juin 1944 à Bénouville, est un officier de l'armée britannique au service de l'Oxfordshire and Buckinghamshire Light Infantry.
Il est souvent considéré comme le premier soldat allié mort au combat lors du débarquement de Normandie. Il serait tombé lors de la prise du Pegasus Bridge. Sa fille Margaret naîtra deux semaines après sa mort. Il est enterré dans le cimetière de l'église de Ranville, dans le Calvados.